# Geikielita
La geikielita es un mineral óxido de composición MgTiO3, descrito por primera vez en 1892 por su presencia en un yacimiento cercano a la localidad de Rakwana (Ceilán).
Lleva su nombre en honor a Archibald Geikie (1835-1924), geólogo y mineralogista de la Universidad de Edimburgo (Reino Unido).

## Propiedades
De color negro azulado o negro parduzco, la geikielita es un mineral entre translúcido y opaco que tiene brillo submetálico.
Posee una dureza de 6 en la escala de Mohs —comparable a la ortoclasa—  y una densidad de 4 g/cm³.
La geikielita muestra dicroísmo: cambia de color a medida que el mineral gira bajo luz polarizada plana, del rojo rosáceo al rojo parduzco.
Cristaliza en el sistema trigonal, clase romboédrica.
Es miembro del grupo de la ilmenita y forma una serie con este mineral (de MgTiO3 a Fe2+TiO3).

## Morfología y formación
La geikielita puede presentarse en forma granular, como cristales anhédricos y subhédricos en la matriz, o formando cristales prismáticos delgados.
Este mineral se forma durante el metamorfismo de contacto de calizas magnesianas impuras; también en
carbonatitas, kimberlitas, rocas ultramáficas serpentinizadas y depósitos de placer que contienen gemas.
Puede aparecer asociado a rutilo, espinela, clinohumita, perovskita, diópsido, forsterita y brucita, entre otros.

## Yacimientos
La localidad tipo se emplaza en Rakwana, en la provincia de Sabaragamuwa (Sri Lanka). Hay también depósitos en el distrito de Skardu (Baltistán, Pakistán), así como en el área del lago Baikal (Siberia Oriental).
En Europa, Italia cuenta con varios depósitos, sobre todo en la región de Trentino-Alto Adigio (Predazzo, Breguzzo y Daone); también hay geikielita en el parque Nacional del Vesubio, cerca de Ercolano. En España, este mineral se ha encontrado en la mina Trinidad, situada entre Benalmádena y Mijas (Andalucía).